# Gregor Rottschalk

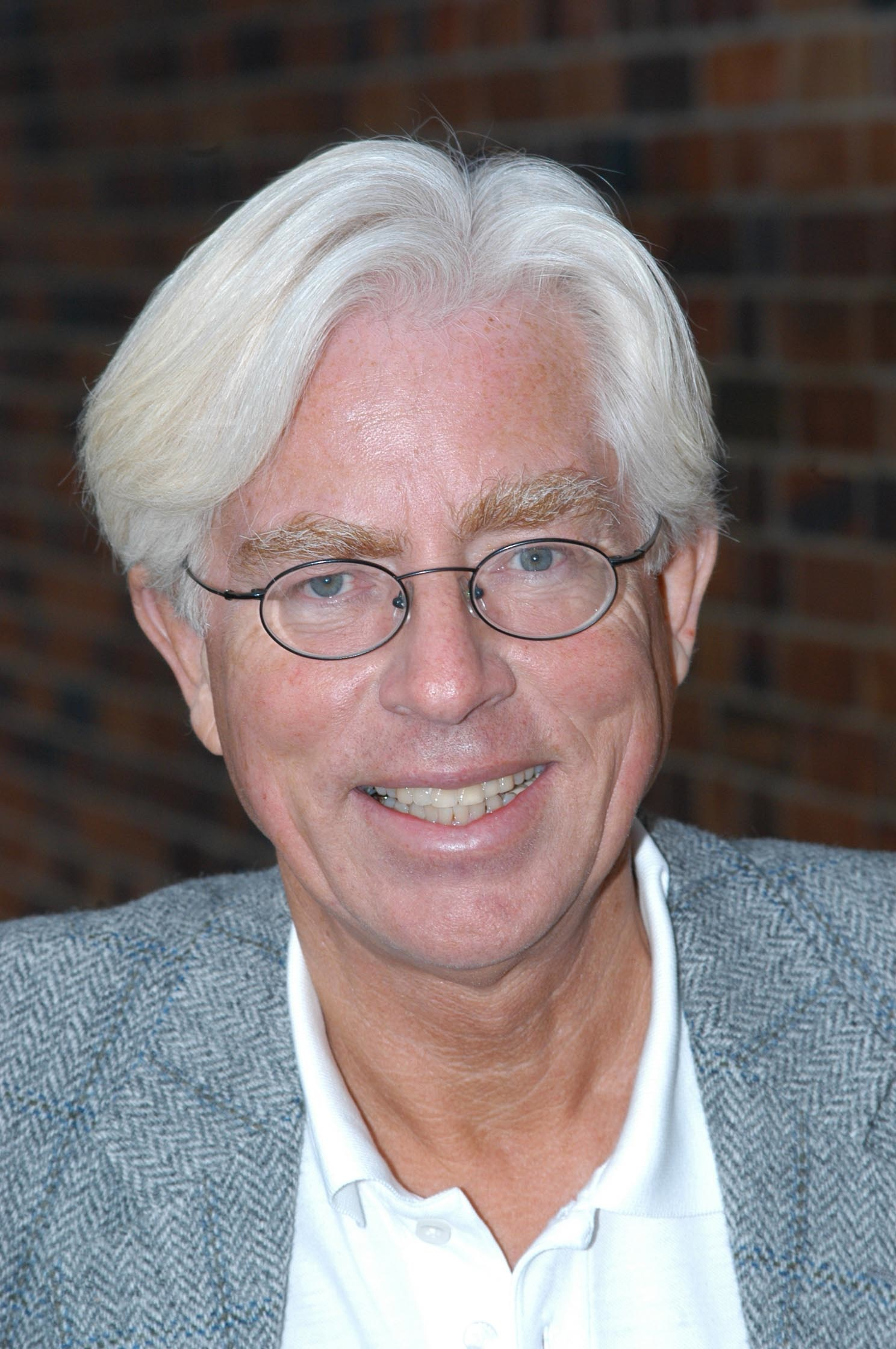
Gregor Rottschalk, 2007

Gregor Rottschalk (* 12. Januar 1945 in Stargard in Pommern) ist ein deutscher Liedtexter, Autor, Musikproduzent und insbesondere Hörfunkmoderator, der mehr als drei Jahrzehnte beim RIAS Berlin wirkte. Zusammen mit Peter Maffay und Rolf Zuckowski ist er Erfinder und Urautor der Märchenfigur Tabaluga.

## Leben
Vom Dezember 1967 bis in den Anfang der 1990er Jahre wurde Rottschalk vor allem als Moderator in der Berliner Rundfunklandschaft durch folgende Sendungen bekannt:
- RIAS-Schlagerkassette (RIAS 1 / RIAS 2)
- Das Pop-Testival (RIAS 2)
- Treffpunkt Pop-Show (RIAS 2)
- RIAS-Treffpunkt (RIAS 2)
- Musik nach der Schule (RIAS 1 / RIAS 2)
- Berlin Charts, „die Monstersendung“ (RIAS 2 / Hundert,6).

Außerdem war Rottschalk Mitbegründer des Radiosenders jfk 98,2.
Als Textdichter gelangen ihm, meist unter dem Pseudonym Christian Heilburg, unter anderem Erfolge mit den Künstlern:
- Jasmine Bonnin (Angie,  Straßen unserer Stadt)
- Harald Juhnke (Barfuß oder Lackschuh)
- Daliah Lavi (Schalt dein Radio ein)
- Vicky Leandros (Grüße an Sarah)
- Peter Maffay (Und es war Sommer, Samstag Abend in unserer Straße, Josie)
- Marianne Rosenberg (Er gehört zu mir, Ich bin wie Du, Lieder der Nacht, Marleen)
- Wolfgang Ziegler (Verdammt)

Von ihm selbst gesungene Singles ernteten Achtungserfolge:
- Ra-ta-ta (deutsche Version, 1970)
- Dum-Di-Da (1971)
- Ein Band mit Deinem Namen (1975)

Gregor Rottschalk lebte nach seiner Berliner Zeit Mitte der 1990er Jahre in Dublin und auf Mallorca. 2013 lebte er in Valletta.
Des Weiteren hatte Gregor Rottschalk einen Gastauftritt in dem Film Du bist nicht allein – Die Roy Black Story (1996), in dem er einen Radiomoderator darstellt.